# Тшидник-Малий
Тшидник-Малий (пол. Trzydnik Mały) — село в Польщі, у гміні Тшидник-Дужий Красницького повіту Люблінського воєводства.
Населення — 430 осіб (2011).
У 1975-1998 роках село належало до Тарнобжезького воєводства.

## Демографія
Демографічна структура станом на 31 березня 2011 року:
|          | Загалом | Допрацездатний вік | Працездатний вік | Постпрацездатний вік |
| -------- | ------- | ------------------ | ---------------- | -------------------- |
| Чоловіки | 220     | 50                 | 142              | 28                   |
| Жінки    | 210     | 34                 | 122              | 54                   |
| Разом    | 430     | 84                 | 264              | 82                   |